# 881
881 (DCCCLXXXI) fue un año común comenzado en domingo del calendario juliano, en vigor en aquella fecha.

## Acontecimientos
- 12 de febrero: en Roma, el papa Juan VIII corona a Carlos III el Gordo como emperador carolingio de Occidente.
- En Acre (Palestina) sucede un terremoto. Se desconoce el número de muertos.
- Frente de la ciudad de Basora (que se encuentra en el sur de la actual Irak) ―en el marco de la rebelión zanj (869-883) de esclavos importados desde otros países―, el general abásida Al-Muwaffaq sitia la «capital» de los esclavos en Mukhtara, a 10 km al este de Basora, usando su base en el lado opuesto del río Shatt al-Arab.
- En Angkor, a 20 km al sureste del templo de Angkor Wat y a 307 km al noroeste de la ciudad de Nom Pen (capital de Camboya), se inicia la construcción del templo de Bakong.
- En el golfo de Cádiz (península ibérica) sucede un maremoto.

## Nacimientos
- Conrado I, rey de Francia Oriental (fecha aproximada)

## Fallecimientos
- Gaiferos de Benevento, príncipe de Benevento.
- Bard, rey de Dublín.
- Orso I Participazio, dux de Venecia.